# 43. ceremonia wręczenia Cezarów

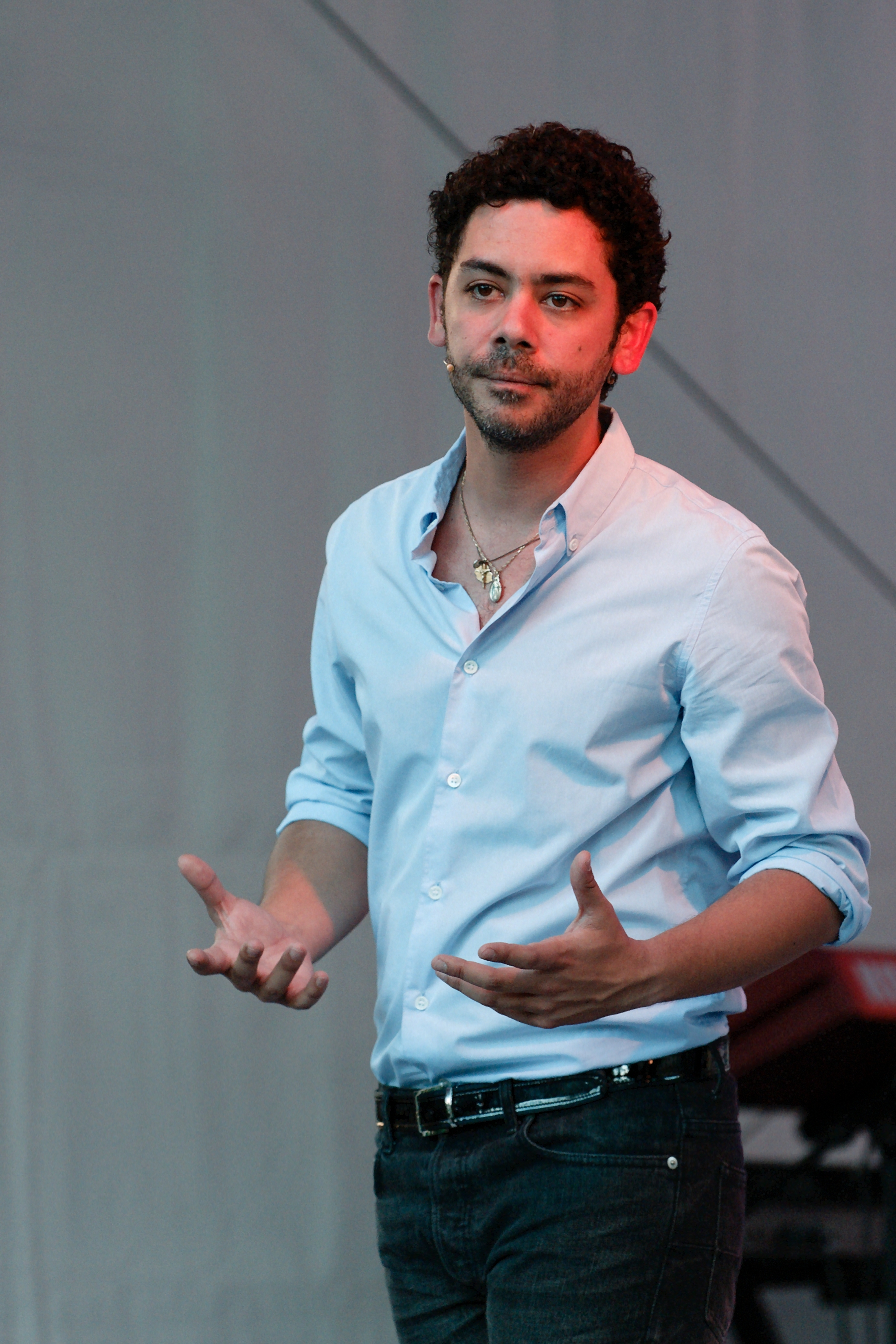
Manu Payet, 2008

43. ceremonia wręczenia francuskich nagród filmowych Cezarów za rok 2017 odbyła się 2 marca 2018 roku w Salle Pleyel w Paryżu.
Nominacje do tej edycji nagród zostały ogłoszone 31 stycznia 2018 roku. Galę wręczania nagród poprowadził Manu Payet.

## Laureaci i nominacje

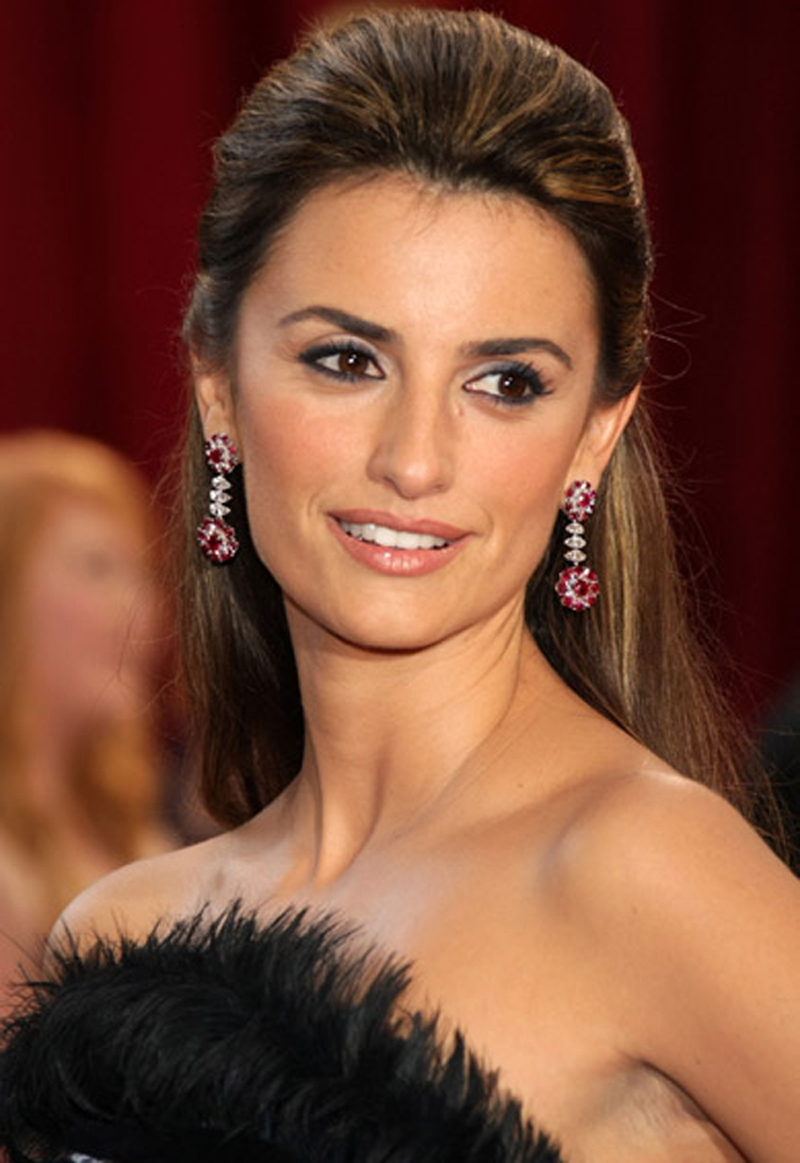
Penélope Cruz, laureatka honorowego Cezara

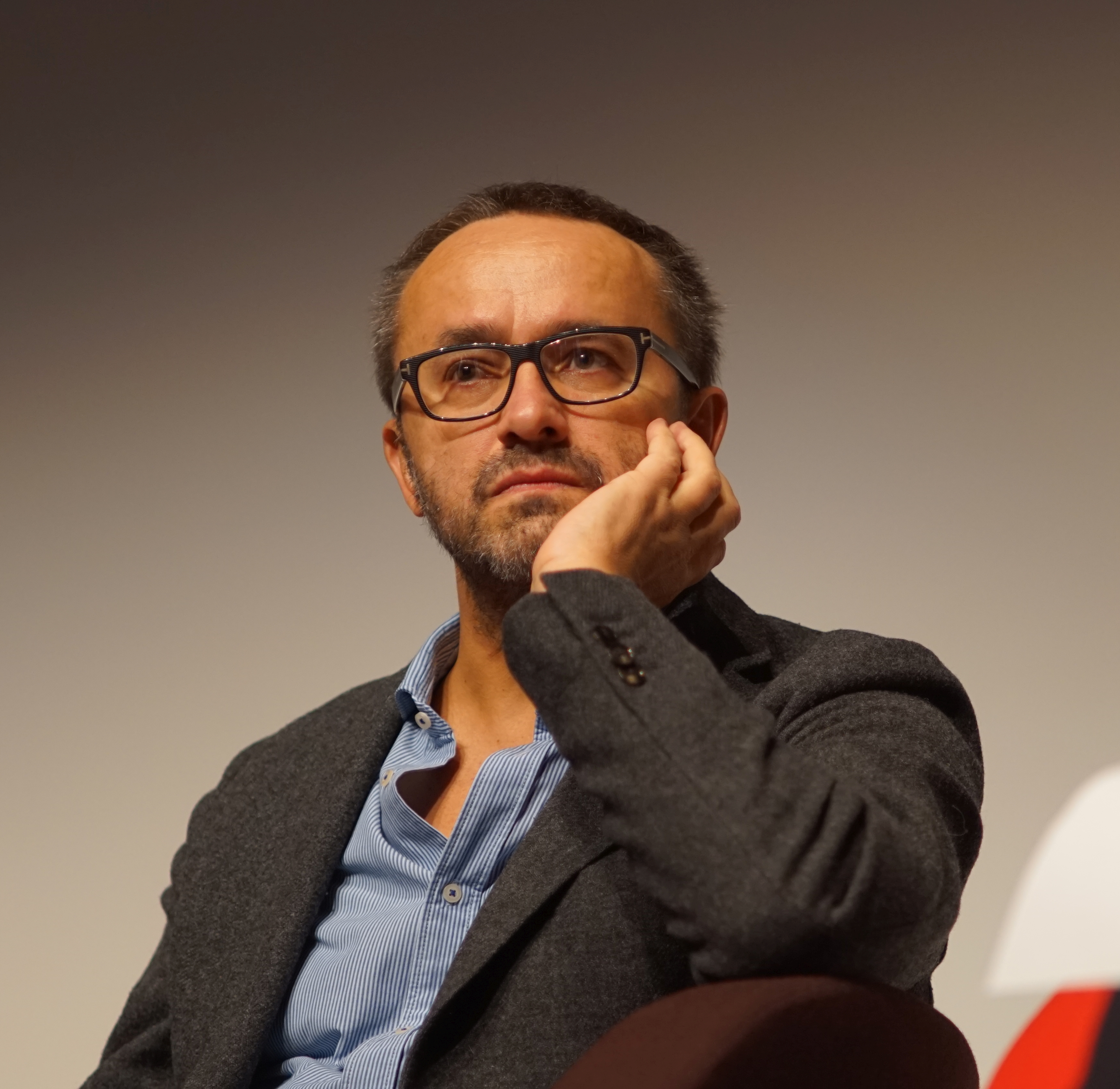
Andriej Zwiagincew, laureat Cezara za najlepszy film zagraniczny

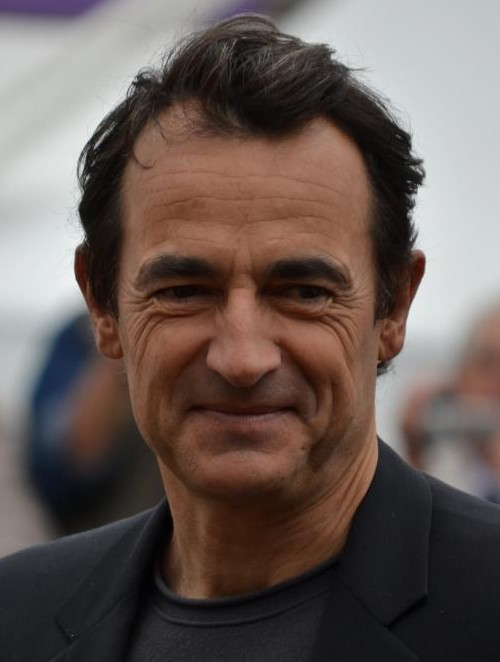
Albert Dupontel, laureat Cezara za reżyserię i najlepszy scenariusz adaptowany

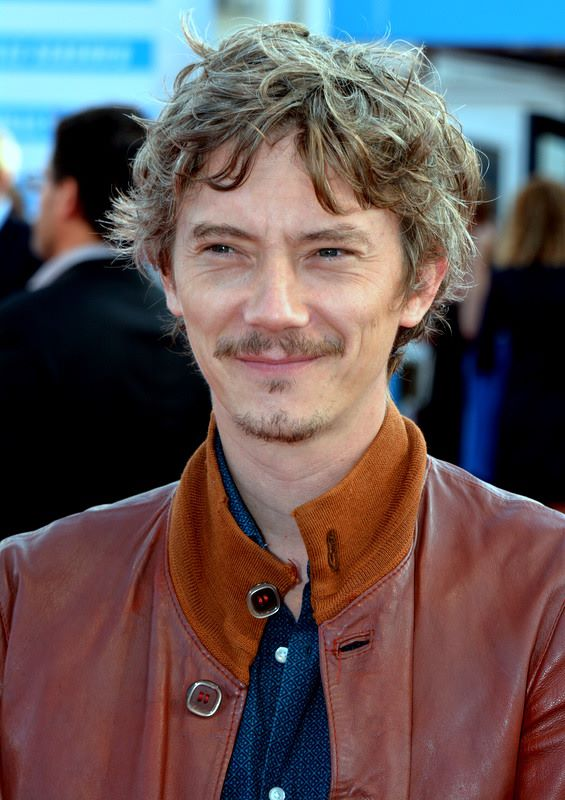
Swann Arlaud, laureat Cezara za najlepszą główną rolę męską

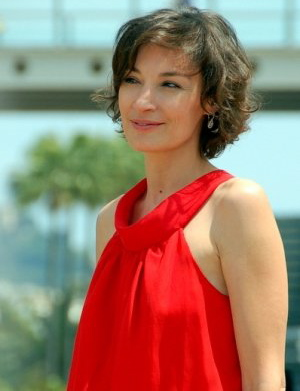
Jeanne Balibar, laureatka Cezara za najlepszą główną rolę kobiecą

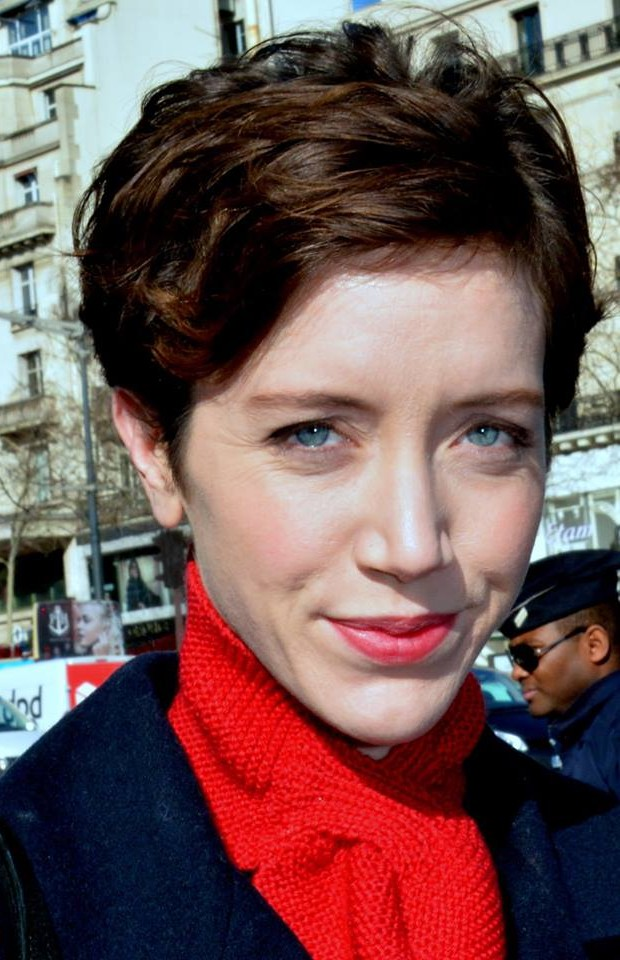
Sara Giraudeau, laureatka Cezara za najlepszą drugoplanową rolę kobiecą

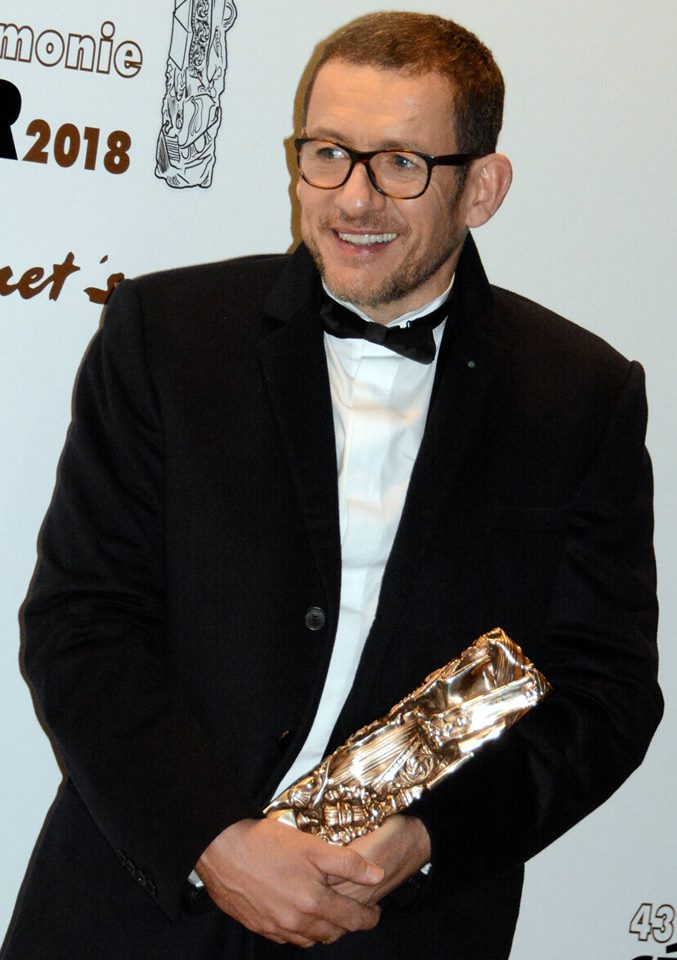
Dany Boon, laureat nagrody publiczności

### Najlepszy film
Reżyser / Producenci – Film
- Robin Campillo / Hugues Charbonneau, Marie-Ange Luciani, Jacques Audiard – 120 uderzeń serca
  - Mathieu Amalric / Patrick Godeau – Barbara
  - Hubert Charuel / Alexis Dulguerian, Stéphanie Bermann – Cierpkie mleko
  - Yvan Attal / Dimitri Rassam i Benjamin Elalouf – Z pasją
  - Mehdi Idir i Grand Corps Malade / Jean Rachid – Patients
  - Olivier Nakache i Éric Toledano / Nicolas Duval Adassovsky, Laurent Zeitoun, Yann Zenou – Nasze najlepsze wesele
  - Albert Dupontel / Catherine Bozorgan – Do zobaczenia w zaświatach

### Najlepszy film zagraniczny
Reżyser – Film • Kraj produkcji
- Andriej Zwiagincew – Niemiłość • Rosja
  - Tarik Saleh – Morderstwo w hotelu Hilton • Szwecja, Dania, Niemcy
  - Christopher Nolan – Dunkierka • Stany Zjednoczone, Wielka Brytania, Francja, Holandia
  - Damien Chazelle – La La Land • Stany Zjednoczone
  - Ruben Östlund – The Square • Szwecja, Dania, Francja, Niemcy
  - Stephan Streker – Ślub • Belgia, Francja, Luxemburg, Pakistan

### Najlepszy film debiutancki
Reżyser / Producenci – Film
- Hubert Charuel / Alexis Dulguerian, Stéphanie Bermann – Cierpkie mleko
  - Julia Ducournau / Jean de Forêts – Mięso (Grave)
  - Léonor Sérraille / Sandra da Fonseca, Bertrand Gore, Nathalie Mesuret – Paryż i dziewczyna
  - Nicolas Bedos / François Kraus, Denis Pineau-Valencienne – Pan i pani Adelman
  - Mehdi Idir i Grand Corps Malade / Jean Rachid – Patients

### Najlepszy reżyser
- Albert Dupontel – Do zobaczenia w zaświatach
  - Mathieu Amalric – Barbara
  - Robin Campillo – 120 uderzeń serca
  - Hubert Charuel – Cierpkie mleko
  - Julia Ducournau – Mięso (Grave)
  - Michel Hazanavicius – Ja, Godard
  - Éric Toledano i Olivier Nakache – Nasze najlepsze wesele

### Najlepszy scenariusz oryginalny
- Robin Campillo – 120 uderzeń serca
  - Philippe Di Folco i Mathieu Amalric – Barbara
  - Éric Toledano i Olivier Nakache – Nasze najlepsze wesele
  - Claude Le Pape i Hubert Charuel – Cierpkie mleko
  - Julia Ducournau – Mięso (Grave)

### Najlepszy scenariusz adaptowany
- Albert Dupontel – Do zobaczenia w zaświatach
  - Michel Hazanavicius – Ja, Godard
  - Xavier Beauvois, Frédérique Moreau i Marie-Julie Maille – Les gardiennes
  - Marie Eynard i Eric Barbier – Obietnica poranka
  - Mehdi Idir i Grand Corps Malade – Patients

### Najlepszy aktor
- Swann Arlaud – Cierpkie mleko
  - Reda Kateb – Django
  - Guillaume Canet – Facet do wymiany
  - Daniel Auteuil – Z pasją
  - Albert Dupontel – Do zobaczenia w zaświatach
  - Louis Garrel – Ja, Godard
  - Jean-Pierre Bacri – Nasze najlepsze wesele

### Najlepsza aktorka
- Jeanne Balibar – Barbara
  - Emmanuelle Devos – Droga na szczyt
  - Karin Viard – Zazdrość
  - Marina Foïs – Letnia szkoła życia
  - Juliette Binoche – Isabelle i mężczyźni
  - Charlotte Gainsbourg – Obietnica poranka
  - Doria Tillier – Pan i pani Adelman

### Najlepszy aktor w roli drugoplanowej
- Antoine Reinartz – 120 uderzeń serca
  - Laurent Lafitte – Do zobaczenia w zaświatach
  - Gilles Lellouche – Nasze najlepsze wesele
  - Niels Arestrup – Do zobaczenia w zaświatach
  - Vincent Macaigne – Nasze najlepsze wesele

### Najlepsza aktorka w roli drugoplanowej
- Sara Giraudeau – Cierpkie mleko
  - Adèle Haenel – 120 uderzeń serca
  - Mélanie Thierry – Do zobaczenia w zaświatach
  - Laure Calamy – Ava
  - Anaïs Demoustier – Dom nad morzem

### Nadzieja kina (aktor)
- Nahuel Pérez Biscayart – 120 uderzeń serca
  - Arnaud Valois – 120 uderzeń serca
  - Finnegan Oldfield – Marvin ou la belle éducation
  - Benjamin Lavernhe – Nasze najlepsze wesele
  - Pablo Pauly – Patients

### Nadzieja kina (aktorka)
- Camélia Jordana – Z pasją
  - Eye Haidara – Nasze najlepsze wesele
  - Garance Marillier – Mięso (Grave)
  - Iris Bry – Les gardiennes
  - Laetitia Dosch – Paryż i dziewczyna

### Najlepsza muzyka
- Arnaud Rebotini – 120 uderzeń serca
  - Christophe Julien – Do zobaczenia w zaświatach
  - Matthieu Chedid – Twarze, plaże
  - Myd – Cierpkie mleko
  - Jim Williams – Mięso (Grave)

### Najlepsze zdjęcia
- Vincent Mathias – Do zobaczenia w zaświatach
  - Jeanne Lapoirie – 120 uderzeń serca
  - Guillaume Schiffman – Ja, Godard
  - Christophe Beaucarne – Barbara
  - Caroline Champetier – Les gardiennes

### Najlepszy montaż
- Robin Campillo – 120 uderzeń serca
  - François Gédigier – Barbara
  - Christophe Pinel – Do zobaczenia w zaświatach
  - Julie Lena, Grégoire Pontécaille, Lilian Corbeille – Cierpkie mleko
  - Dorian Rigal-Ansous – Nasze najlepsze wesele

### Najlepsza scenografia
- Pierre Queffeleanl – Do zobaczenia w zaświatach
  - Emmanuelle Duplay – 120 uderzeń serca
  - Christian Marti – Ja, Godard
  - Laurent Baude – Barbara
  - Pierre Renson – Obietnica poranka

### Najlepsze kostiumy
- Mimi Lempicka – Do zobaczenia w zaświatach
  - Isabelle Pannetier – 120 uderzeń serca
  - Catherine Bouchard – Obietnica poranka
  - Pascaline Chavanne – Barbara
  - Anaïs Romand – Les gardiennes

### Najlepszy dźwięk
- Nicolas Moreau, Stéphane Thiébaut, Olivier Mauvezin – Barbara
  - Jean-Pierre Laforce, Julien Sicart, Valérie Deloof – 120 uderzeń serca
  - Selim Azzazi, Jean-Paul Hurier, Pascal Armant – Nasze najlepsze wesele
  - Cyril Holtz, Damien Lazzerini, Gurwal Coïc-Gallas, Jean Minondo – Do zobaczenia w zaświatach
  - Mathieu Descamps, Séverin Favriau, Stéphane Thiébaut – Mięso (Grave)

### Najlepszy film animowany
- Patrick Imbert, Didier Brunner, Benjamin Renner, Damien Brunner – Wielki zły lis i inne opowieści
  - Pierre Coré, Christian Ronget, Michel Cortey, Eric Altmayer, Nicolas Altmayer – Sahara
  - Arthur de Pins, Léon Pérahia, Alexis Ducord, Henri Magalon – Zombillenium

### Najlepszy film dokumentalny
- Raoul Peck, Rémi Grellety – Nie jestem twoim murzynem
  - Claudine Nougaret, Raymond Depardon – 12 dni
  - JR, Rosalie Varda, Agnès Varda – Twarze, plaże
  - Laetitia Gonzalez, Éric Caravaca, Yael Fogiel – Carré 35
  - Stéphane de Freitas, Ladj Ly – À voix haute – La Force de la parole

### Najlepszy film krótkometrażowy
- Jonathan Hazan, Alice Vial – Les bigorneaux
  - Gabriel Festoc, Nelson Ghrenassia, Josza Anjembe – Cena za paszport
  - Toufik Ayadi, Ladj Ly, Christophe Barral – Nędznicy
  - Sébastien Maître, Laura Townsend – Debout Kinshasa!
  - Sylvain Lagrillère, Lucas Tothe, Jessica Palud – Marlon

### Najlepszy animowany film krótkometrażowy
- Daniel Sauvage, Jérôme Barthélemy, Lucrèce Andreae – Dziadek mors
  - Nicolas Schmerkin, Vladimir Mavounia-Kouka, Marie Amachoukeli-Barsacq – I Want Pluto to Be a Planet Again
  - Ron Dyens, Benoît Chieux – Le Jardin de Minuit
  - Paul Cabon, Yann Legay – Le Futur sera chauve

### Nagroda publiczności
- Dany Boon – Agentka specjalnej troski

### Cezar honorowy
- Penélope Cruz

## Podsumowanie
Największa liczba nominacji
13: 120 uderzeń serca, Do zobaczenia w zaświatach
Największa liczba przyznanych Cezarów
6: 120 uderzeń serca